# Strada statale 102 di Otranto
La strada statale 102 di Otranto era una strada statale italiana.

## Storia
La strada statale n. 102 venne istituita nel 1928 con il seguente percorso: "Innesto con la n. 16 presso Zollino - Martano - Otranto."
Nel 1937, nell'ambito di un riordino complessivo della rete nella provincia di Lecce, la strada n. 102 venne cancellata dall'elenco delle strade statali; essa venne sostituita dal nuovo tracciato della n. 16, che raggiungeva Otranto, ma su un diverso tracciato passante per Maglie e Palmariggi.
Attualmente l'originaria strada statale 102 è classificata come strada provinciale 48 di Martano.
Il numero 102 venne riutilizzato nel 1959 per la nuova strada statale di Casalabate; la denominazione "di Otranto" venne riutilizzata nel 1970 per la nuova strada statale 611.